# Das Traumhotel – Marokko
Marokko ist der Titel eines deutsch-österreichischen Liebesfilms aus dem Jahr 2014. Der Fernsehfilm ist der 20. und letzte Teil der Filmreihe Das Traumhotel.

## Handlung
Generalmanager Markus Winter, gerade erst zurückgekehrt von einer anstrengenden Dienstreise, muss in einer Blitzaktion sein Siethoff-Hotelimperium vor der drohenden Übernahme durch eine Aktionärsgruppe retten. Stark überlastet erleidet er anschließend einen Kreislaufzusammenbruch.  Im Krankenhaus rät ihm der Arzt dringend zu einer längeren Auszeit, möchte er seine Gesundheit nicht noch ernster gefährden. Tante Dorothea von Siethoff übernimmt wieder die Leitung der Hotelgruppe und schickt Markus zur Erholung nach Marokko.
Das Luxushotel der Siethoff-Gruppe in Marokko wird geleitet von der tüchtigen Jamila. Markus‘ Tochter Leonie ist ihre Stellvertreterin. Sie hat gerade Besuch von ihrer Mutter und Markus‘ Exfrau Gabrielle. Seit der schwierigen Trennung der Eltern haben sich Markus und Gabrielle nicht mehr gesehen und Leonie bemüht sich, eine Begegnung zu verhindern, damit alte Konflikte nicht wieder aufbrechen – allerdings ohne Erfolg. Zunächst knirscht es heftig zwischen Markus und Gabrielle, bald aber stellen sie fest: Alte Liebe rostet nicht!
Tochter Leonie hat in Marokko den werdenden Mediziner Ahmed kennen gelernt und möchte ihn ihrem Vater als künftigen Ehemann vorstellen. Allerdings kam es in letzter Zeit zwischen Ahmed und Leonie häufig zu Spannungen. Leonie ist sehr launenhaft, denn sie hält sich für schwer krank. Als sie dies Ahmed endlich gesteht und in einem Krankenhaus eingehend untersucht wird, zeigt sich der Grund für ihr Unwohlsein: Leonie ist schwanger.
Hoteldirektorin Jamila teilt Leonie mit, dass das Hotel auf einem angeblich nicht rechtmäßig erworbenen Grundstück steht und dass eine dubiose Immobiliengruppe Forderungen in Millionenhöhe an die Siethoff-Gruppe stellt. Höchst besorgt reist Dorothea von Siethoff an, muss jedoch bald feststellen, dass sie ohne Markus‘ Unterstützung nicht weiterkommt. Dieser findet mit Hilfe von Ahmed bald heraus, dass hinter den Forderungen ein groß angelegter Betrug steckt, in den auch Jamila verwickelt ist. Jamila räumt ihren Posten zu Gunsten von Leonie.
Am Ende dieser letzten Episode der Traumhotel-Fernsehserie bricht Markus Winter in Begleitung von Gabrielle auf einen Segeltörn um die Welt auf und erfüllt sich damit einen lang gehegten Traum.

## Ungereimtheiten
In der Episode Das Traumhotel – Sterne über Thailand telefonierte Markus Winter mit seiner Noch-Ehefrau Susanne. In dieser letzten Folge trägt Leonies Mutter nun den Namen Gabrielle.

## Kritik
Die Neue Osnabrücker Zeitung kommentierte die letzte Folge der Fernsehserie wie folgt: „[…] Ein großer Verlust ist die Einstellung dieser Reihe sicherlich nicht. Möglich ist aber, dass Schauspieler, Kameraleute und Assistenten das bedauern: Jetzt müssen sie Reisen zu exotischen Zielen selbst bezahlen. […]“

## Produktion
Das Traumhotel – Marokko wurde vom 30. Oktober bis zum 23. November 2013 gedreht. Die Kostüme schuf Christoph Birkner, das Szenenbild stammt von Walter Dreier. Der Film erlebte seine Premiere am 31. Oktober 2014 im Ersten.